# Angelarctocyon australis
Az Angelarctocyon australis az emlősök (Mammalia) osztályának ragadozók (Carnivora) rendjébe, ezen belül a fosszilis medvekutyafélék (Amphicyonidae) családjába tartozó faj.
Ez a fosszilis emlősfaj korábban a Miacidae családba volt besorolva Miacis australis név alatt, azonban az újabb vizsgálatok szerint medvekutyafélének bizonyult. A család egy ősi alakját képviseli. Az új adatok fényében, az Angelarctocyon australis nemének az egyetlen eddig felfedezett faja.

## Tudnivalók
Az Angelarctocyon australis Észak-Amerika területén fordult elő, a középső eocén és kora oligocén korszakok között, vagyis 39-33 millió évvel ezelőtt. Maradványait Texasban találták meg.

## Képek

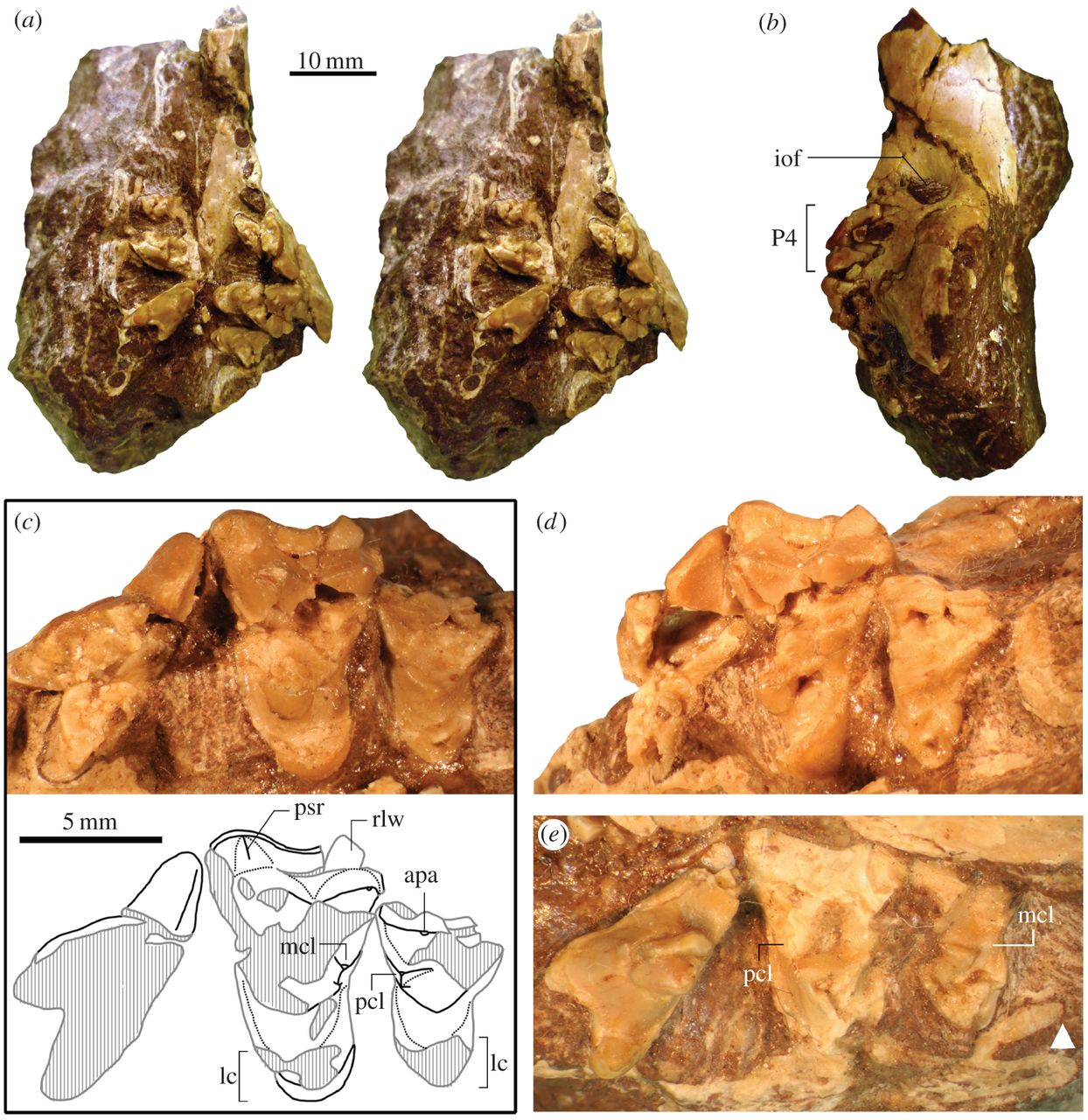
Képek a
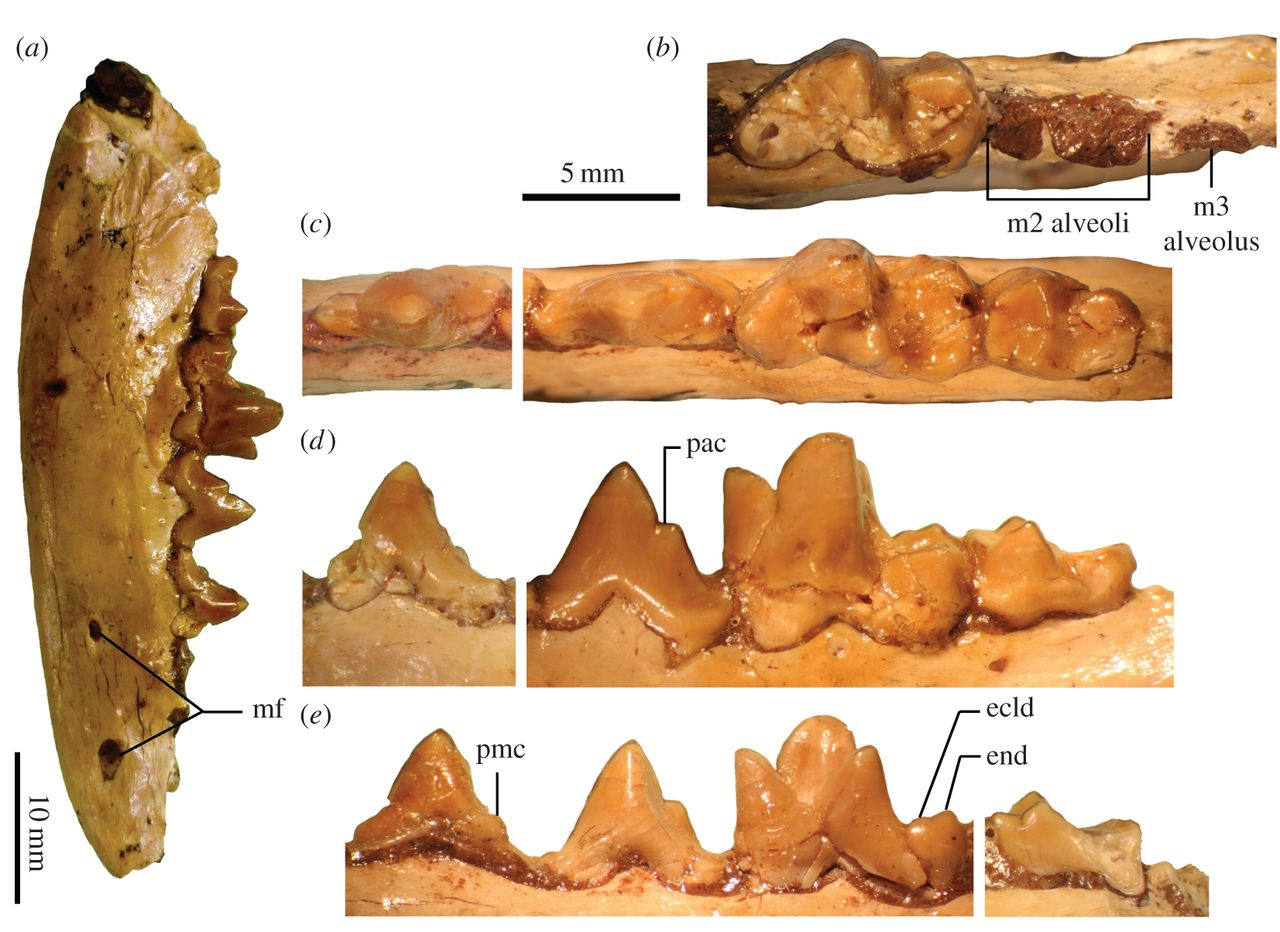
fogazatáról

## Fordítás
- Ez a szócikk részben vagy egészben  az   Angelarctocyon című angol Wikipédia-szócikk ezen változatának fordításán alapul.  Az eredeti cikk szerkesztőit annak laptörténete sorolja fel. Ez a jelzés csupán a megfogalmazás eredetét és a szerzői jogokat jelzi, nem szolgál a cikkben szereplő információk forrásmegjelöléseként.